# Mainichi Broadcasting System
Mainichi Broadcasting System, Inc. (株式会社毎日放送?, Kabushiki-gaisha Mainichi Hōsō, MBS) è una emittente televisiva giapponese con sede a Osaka, Giappone ed è affiliata con Japan Radio Network (JRN), National Radio Network (NRN), Japan News Network (JNN) e Tokyo Broadcasting System Network.  MBS è una degli azionisti principali di Tokyo Broadcasting System, Inc. (TBS), TV Tokyo Corporation, FM 802 Co., Ltd. e RKB Mainichi Broadcasting Corporation. Tra i suoi programmi c'è Animeism, un blocco televisivo dove vengono trasmessi degli anime, in questo programma ha debuttato Kill la Kill.